# Polacanthus
Polacanthus (od starogrčkog poli-/πολυ- "mnogo" i akanta/ακανθα "trn" ili "bodlja") bio je rod ranih oklopljenih ankilosaura s bodljama iz razdoblja rane krede. U ranim prikazima imao je vrlo nedefiniranu glavu pošto su pronađeni samo ostaci tražnjeg dijela tijela. Živio je prije 130 do 125 milijuna godina na prostoru današnje zapadne Europe.

## Opis
Polacanthus je dosezao dužinu od 4 do 5 m. Bio je četveronožni pripadnik reda Ornithischia, dinosaura s ptičjim kukovljem. Nije pronađeno mnogo njegovih ostataka, a neke važne anatomske osobine, kao što je izgled glave, ostaju slabo poznate.
Polacanthus je imao veliki leđni štit, tj. dermalnu kost iznad kukovlja koja nije bila spojena s drugim kostima, a imala je izrasline (tuberkule) na svojoj površini. Tu osobinu dijeli s ostalim "polakantinima" (primitivnim nodosauridima) kao što su Gastonia i Mymoorapelta. Na tom dijelu tijela imao je također malene okrugle kvrge i koštane bodlje, ali njihov točan raspored nije poznat. Pretpostavlja se da su se nalazile na bokovima.

## Otkriće i vrste
Nakon roda Hylaeosaurus, Polacanthus je bio drugi ankilosaur otkriven u Engleskoj tijekom 19. stoljeća. Rod Polacanthus sastoji se od dvije europske vrste:
- Polacanthus foxii - otkrio ju je William Fox na otoku Wight 1865. godine.[5] Otkriven je nepotpun kostur kojem su nedostajali glava, vrat, prednji dio oklopa i prednji udovi. Do danas su pronađena još dva nepotpuna skeleta. Drugi primjerak pronašao je Dr. William T. Blows 1979. godine, a izložen je u londonskom Prirodoslovnom muzeju. To je prvi primjerak kod kojeg su pronađeni vratni kralješci i prednji dio oklopa.[6]
- P. rudgwickensis - imenovan je 1996. godine od strane Dr. Williama T. Blowsa,[7] nakon pregleda nekih fosila pronađenih 1985. za koje se smatralo da pripadaju Iguanodonu i koji su bili izloženi u Muzeju Horsham u Sussexu. Ostaci su nepotpuni i uključuju nekoliko nepotpunih kralježaka, nepotpune skapulokorakoidne kosti, krajnji dio ramene kosti, gotovo potpunu desnu goljeničnu kost, dijelovi rebara i dva osteoderma. Smatra se da je P. rudgwickensis bio oko 30% veći od tipične vrste, P. foxii, a od nje se razlikovao i po brojnim osobinama kralježaka i dermalnog oklopa. Ta vrsta dobila je naziv po selu Rudgwick u Zapadnom Sussexu i otkrivena je u kamenolomu kompanije "Rudgwick Brickworks", na njegovom dnu u sivo-zelenom laporu formacije Wessex. Potječe iz perioda Barremija, prije 124 do 132 milijuna godina.

## Sistematika
Neki znanstvenici smatraju da je rod Hylaeosaurus – kod kojeg su poznati prednji dijelovi tijela – sinonim za Polacanthus, pa se on ponekad tako i svrstava.
Sistematsko svrstavanje u infraredu Ankylosauria još uvijek je sporno pitanje. Prema Polacanthusu svoj je naziv dobio takson Polacanthidae ili Polacanthinae, grupa ankilosaura koji se ponekad svrstavaju u Ankylosauridae, a ponekada uNodosauridae; ponekada se promatraju i kao samostalna porodica. Preciznu je klasifikaciju teško postići zbog nepotpunih ostataka, pa stoga M. Vickaryous et al. (2004.) svrstavaju rod Polacanthus kao "Ankylosauria incertae sedis".